# Cazia flexiascus
Cazia flexiascus är en svampart som beskrevs av Trappe 1989. Cazia flexiascus ingår i släktet Cazia och familjen Pezizaceae.   Inga underarter finns listade i Catalogue of Life.